# Збирачі колосків
«Збирачі колосків» (англ. Gleaners) — науково-фантастичне оповідання Кліффорда Сімака, вперше опубліковане журналом «IF» у березні 1960 року.

## Сюжет
Описується робочий день керівника оперативного відділу компанії «Past, Inc.» Хелока Спенсера. Компанія займається розкриттям таємниць та порятунком скарбів минулого.
Спенсеру доводиться:
- опиратись тиску комерційного відділу та політиків, щодо занадто детального висвітлювання деяких чутливих моментів минулого;
- переконувати своїх працівників — мандрівників в часі у важливості їхньої роботи;
- і зрештою, погоджуватись на дріб'язкові завдання, заради прибутку компанії.

Не зважаючи на всі зусилля Спенсера, все більше оперативників не витримують тиску і залишаються жити в минулому.